# Березань (річка)
Береза́нь — річка в Україні, в межах Вознесенського, Миколаївського районів Миколаївської області. Впадає до Березанського лиману (басейн Чорного моря).

## Опис
Довжина 49 км, площа водозбірного басейну 890 км². Похил річки 1,5 м/км. Долина трапецієподібна, завширшки 2 км. Річище у верхів'ї звивисте, завширшки до 5 м, завглибшки 1,2—1,5 м. Влітку частково пересихає. Використовується на зрошення.

## Розташування
Березань бере початок біля с. Староолексіївки. Тече переважно на південь (частково на південний схід). Впадає до Березанської затоки Березанського лиману південніше села Нечаяне.

## Притоки
- Балка Лисича (ліва); Балка Долманівська, Балка Кочакінська (праві).

## Етимологія
«Березань» являє собою слов'янізоване тур. büzülu «Вовча річка», яку народна етимологія створила від кореня Берез- і суфікса -ань. Володимир Никонов (1904 — 1988) назву виводить від іран. (авест.) berezant, скіф. bresant, «високий». (Див. також Березань (острів)#Історія).